# ヴォレレンガ・アイスホッケー

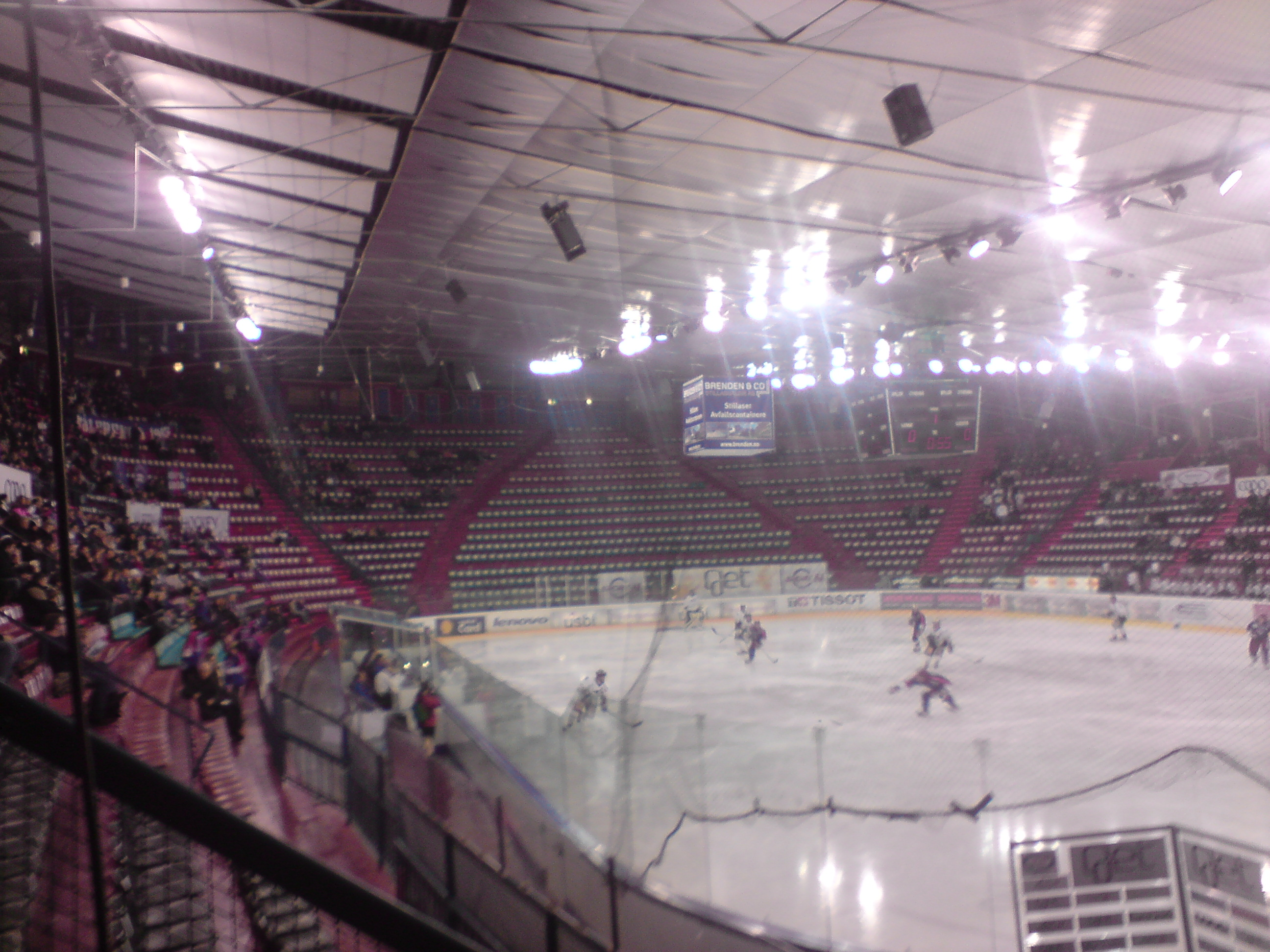
Jordal Amfi

ヴォレレンガ・アイスホッケー（ノルウェー語: Vålerenga Ishockey）はノルウェーのオスロに本拠地を置くアイスホッケークラブ。1913年7月29日に設立されておりマルチスポーツクラブのヴォレレンガIFの一員である。ホームスタジアムは1952年のオスロオリンピックの際に建設されたオスロ東部にあるJordal Amfi。ノルウェーのプロスポーツで最も多くのトロフィーを獲得したクラブである。
現在のヘッドコーチはエスペン・クヌートセン。
ピーター・フォースバーグが父親がヘッドコーチだった際に1試合だけエキシビションゲームに出場したことがある。

## 主な成績
- ノルウェー選手権優勝 25回 1960, 1962-63, 1965-71, 1973, 1982, 1985, 1987-88, 1991-93, 1998-99, 2001, 2003, 2005-07
- リーグ優勝 26回 1962-71, 1980, 1982, 1985, 1988, 1991-94, 1996, 1998-2000, 2002-03, 2005, 2007.